# Wimmeria pubescens
Wimmeria pubescens là một loài thực vật có hoa trong họ Dây gối. Loài này được Radlk. miêu tả khoa học đầu tiên năm 1878.